# Валері Бату
Валері Бату (фр. Valérie Batut; нар. 12 жовтня 1969) — колишня французька тенісистка.
Найвищу одиночну позицію світового рейтингу — 243 місце досягла 23 Jul 1990, парну — 552 місце — 7 Jan 1991 року.

## Фінали ITF

### Одиночний розряд: 2 (0–2)
| Результат | Ранг | Дата            | Турнір              | Покриття | Суперниця              | Рахунок       |
| --------- | ---- | --------------- | ------------------- | -------- | ---------------------- | ------------- |
| Поразка   | 1.   | 19 березня 1989 | Ашкелон, Ізраїль    | Тверде   | Маріанне ван дер Торре | 6–2, 4–6, 4–6 |
| Поразка   | 2.   | 29 жовтня 1989  | Бургдорф, Швейцарія | Килим    | Олена Брюховець        | 4–6, 1–6      |